# Banks (Lancashire)
Banks es un pueblo del distrito de West Lancashire, en el condado de Lancashire (Inglaterra). Está dentro de la parroquia de North Meols.

## Geografía
Según la Oficina Nacional de Estadística británica, Banks tiene una superficie de 1,17 km².

## Demografía
Según el censo de 2001, Banks tenía 3359 habitantes (48,68% varones, 51,32% mujeres) y una densidad de población de 2870,94 hab/km². El 19,71% eran menores de 16 años, el 72,02% tenían entre 16 y 74 y el 8,28% eran mayores de 74. La media de edad era de 41,32 años.
El 94,4% eran originarios de Inglaterra y el 2,53% de otras naciones constitutivas del Reino Unido, mientras que el 1,13% eran del resto de países europeos y el 1,94% de cualquier otro lugar. Según su grupo étnico, el 98,3% de los habitantes eran blancos, el 0,51% mestizos, el 0,48% asiáticos, el 0,12% negros, el 0,45% chinos y el 0,15% de cualquier otro. El cristianismo era profesado por el 84,3%, el budismo por el 0,21%, el hinduismo por el 0,24%, el islam por el 0,21% y cualquier otra religión, salvo el judaísmo y el sijismo, por el 0,18%. El 7,33% no eran religiosos y el 7,54% no marcaron ninguna opción en el censo.
Del total de habitantes con 16 o más años, el 19,54% estaban solteros, el 61,88% casados, el 1,48% separados, el 7,38% divorciados y el 9,71% viudos. Había 1364 hogares con residentes, de los cuales el 24,78% estaban habitados por una sola persona, el 7,11% por padres solteros con o sin hijos dependientes, el 46,92% por parejas casadas y el 5,86% sin casar, con o sin hijos dependientes en ambos casos, el 11,07% por jubilados y el 4,25% por otro tipo de composición. Además, había 86 hogares sin ocupar y 3 eran alojamientos vacacionales o segundas residencias.